# ناو زارا
ناو زارا (به انگلیسی: Italian cruiser Zara) یک کشتی بود که طول آن ۱۸۲٫۸ متر (۵۹۹ فوت ۹ اینچ) بود. این کشتی در سال ۱۹۳۰ ساخته شد.